# Алескеров, Юрий Николаевич
Юрий Николаевич Алескеров (02 мая 1913 года, Петровск-Порт, Дагестанская область, Российская империя) — 24 июля 1982 года, Узбекская ССР) — советский учёный-историк, заслуженный деятель науки Узбекистана, профессор.
Ю. Н. Алескеров родился 2 мая 1913 года в Петровске, в семье русского рабочего. В 1936 году окончил исторический факультет Ферганского государственного педагогического института им. Улугбека, после чего преподавал историю в средней школе в Фергане и в Самарканде и в Самаркандском художественном училище.
В 1938—1941 годах был аспирантом кафедры истории СССР Самаркандского государственного университета им. А. Навои, а в 1941—1942 годах — старшим преподавателем исторического факультета СамГУ.
С июля 1942 года по 1948 год находился в рядах Советской Армии; участвовал в Великой Отечественной войне.
В 1948 году, после демобилизации, вновь стал работать в СамГУ. Он был деканом исторического факультета по 1951 год, доцентом по 1956 год, заведующим кафедрой истории СССР.
В 1941 году Юрий Николаевич защитил кандидатскую диссертацию «Английская интервенция в Средней Азии 1917—1920 гг.». В 1949 году он был утвержден в звании доцента, а в 1973 году — профессора. В 1975 году ему было присвоено звание заслуженного деятеля науки Узбекистана.
Перу Ю. Н. Алескерова принадлежит свыше 100 книг и брошюр, много научных и научно-популярных публикаций по истории Самарканда, истории гражданской войны и иностранной интервенции в Средней Азии, и другим темам. Среди них такие книги, как «Интервенция и гражданская война в Средней Азии» (1959), «Самарканд. Страницы истории» (1967), «Годы, равные векам. Страницы истории Самарканда» (1973) и др. Ю. Н. Алескеров участвовал в составлении справочника-путеводителя «Самарканд» и опубликовал ряд очерков, популяризирующих историю города.
Ю. Н. Алескеров скончался 24 июля 1982 года в Самарканде.